# Gymnopetalum
Gymnopetalum es un género con 21 especies de plantas con flores perteneciente a la familia Cucurbitaceae. 

## Especies seleccionadas
| - Gymnopetalum calyculatum - Gymnopetalum ceylanicum - Gymnopetalum ceylonicum - Gymnopetalum chinense - Gymnopetalum cochinchinense - Gymnopetalum heterophyllum - Gymnopetalum horsfleldii - Gymnopetalum integrifolium - Gymnopetalum japonicum - Gymnopetalum leucostichum | - Gymnopetalum leucostictum - Gymnopetalum monoicum - Gymnopetalum penicaudii - Gymnopetalum piperifolium - Gymnopetalum quinquelobatum - Gymnopetalum quinquelobum - Gymnopetalum septemlobum - Gymnopetalum tubiflorum - Gymnopetalum weberi - Gymnopetalum wightii - Gymnopetalum zeylanicum |

## Sinonimia
- Scotanthus, Tripodanthera